# Вторая Индокитайская война
Вторая Индокитайская война объединяет три различные войны — Вьетнамскую войну, гражданскую войну в Лаосе и гражданскую войну в Камбодже. Две последние имели свои внутренние причины, однако постепенно они оказались в той или иной степени связаны с боевыми действиями во Вьетнаме.

## Особенности
Вторая Индокитайская война имеет запутанную структуру. Зачастую её сводят[кто?] исключительно к боевым действиям в Северном и Южном Вьетнаме (что является большим упрощением), поскольку вьетнамский фронт Индокитайского театра военных действий являлся основным местом вооружённого противостояния, между тем, американской авиацией периодически наносились ракетно-бомбовые и бомбо-штурмовые удары по целям в Камбодже и Лаосе, — две указанные страны превратились в полигон для испытаний новейших американских управляемых авиабомб и боевых вертолётов (количество танков и бронетехники советского производства на вооружении лаосских партизан многократно превышало таковое у южновьетнамских, что представляло большой интерес для американских конструкторов противотанкового вооружения), самолёты американской военно-транспортной авиации занимались распылением тактических дефолиантов по программе обезлесивания территорий (зон) партизанской активности в Камбодже, Лаосе и Таиланде, в первую очередь там, где пролегали сухопутные маршруты снабжения местных партизан, примыкающие к Тропе Хо Ши Мина, и в других местах, где густая растительность джунглей мешала военным контролировать местность с воздуха. Американские офицеры работали при штабах местных военных и полицейских формирований, координируя совместные акции подшефных им формирований с операциями ВВС, ВМС и Армии США против местных партизанско-повстанческих формирований просоветской направленности.
Гражданские войны в Лаосе и Камбодже имели свои внутренние причины, однако постепенно они оказались в той или иной степени связаны с боевыми действиями во Вьетнаме. Это было обусловлено действиями основных противников в этом конфликте. Руководство США исходило из так называемой «доктрины домино», согласно которой, победа коммунистов в одном из государств региона неизбежно вела к их победе в других странах. Кроме того, боевые действия в каждой из стран не ограничивались пределами её границ. Так, Северный Вьетнам использовал территорию Лаоса и Камбоджи для переброски своих войск на юг, а также непосредственно участвовал в местных гражданских войнах. Авиация США атаковала войска Вьетконга и местных коммунистических сил во всех трёх странах. Армия Южного Вьетнама также неоднократно вторгалась в Лаос.

## Ход войны
Вторая Индокитайская война началась в конце 1950-х годов (начало боевых действий в Южном Вьетнаме и Лаосе) и завершилась в 1975 году (окончание боевых действий в Южном Вьетнаме и Камбодже). Сущностью войны была борьба местных правительств Южного Вьетнама, Лаоса и Камбоджи (при поддержке США) против местных коммунистических повстанцев (при поддержке Северного Вьетнама, Китая и СССР)

## Результаты
Несмотря на поддержку США, война закончилась в пользу коммунистических сил. В Камбодже к власти пришли красные кхмеры, в Лаосе силы Патет Лао в 1973 согласно Вьентьянскому соглашению вошли в коалиционное правительство, а в 1975 совершили вооружённый переворот, взяв власть в свои руки. Южный Вьетнам лишился американской поддержки в 1973, согласно Парижскому мирному договору и был в нарушение этого договора уничтожен с взятием северовьетнамскими силами Сайгона в 1975.
В России были опубликованы данные о том, что в плену во Вьетнаме находились 1 648 военнослужащих США, в Лаосе — 514 и в Камбодже — 78.